# Ніколає Чуке
Ніколає Йонель Чуке (рум. Nicolae Ionel Ciucă; нар. 7 лютого 1967) — румунський політик та генерал сухопутних військ Румунії у відставці, який з 13 червня 2023 обіймає посаду Голови румунського Сенату. Прем'єр-міністр Румунії з 25 листопада 2021 до 12 червня 2023 року. Виконувач обов'язків прем'єр-міністра Румунії (7 грудня 2020 — 23 грудня 2020).
Брав участь у декількох війнах, у тому числі в Іраку. Був головою Генерального штабу Румунії у 2015—2019 роках, з 4 листопада 2019 до 25 листопада 2021 року — міністр оборони.

## Біографія
Народився у комуні Пленіца, повіт Долж. Закінчив Військовий ліцей «Тудор Володимиреску» у Крайові 1985 року та Академію сухопутних військ імені Ніколає Белческу у Сібіу 1988 року. Під час своєї військової кар'єри брав участь у місіях в Афганістані, Боснії та Герцеговині та Іраку. 2001—2004 був командувачем 26-го піхотного батальйону (також відомого як Червоні Скорпіони), разом із яким брав участь в операції «Нескорена свобода в Афганістані» та «Древній Вавилон» в Іраку. У травні 2004 року в Насирії, Ірак, очолив перший бій, у якому румунські солдати брали активну участь після Другої світової війни. Здобув звання генерала 25 жовтня 2010.
2015 року він замінив Штефана Деніле на посаді голови Генерального штабу Румунії. Президент Румунії Клаус Йоганніс 2018 року пролонгував 4-річну каденцію Ніколає на цій посаді ще на рік. Це спричинило конфлікт між Йоганнісом, прем'єр-міністром Віорікою Данчіле і тодішнім міністром оборони Габріелом-Веніаміном Лесом, який мав намір обійняти посаду.
Національна ліберальна партія (НЛП) запропонувала Чуке міністром оборони першого уряду Орбана. 28 жовтня 2019 року переведено у запас, посаду начальника Генштабу обійняв Даніель Петреску. Ніколає обійняв посаду міністра оборони Румунії 4 листопада 2019. У жовтні 2020 року вступив до лав Національної ліберальної партії, щоб балотуватися до сенату Румунії на наступних парламентських виборах.
7 грудня 2020 року, після відставки прем'єр-міністра Людовіка Орбана, Клаус Йоганніс призначив його виконувачем обов'язків прем'єр-міністра. Він керував тимчасовим урядом, доки не сформували новий уряд відповідно до результатів парламентських виборів у Румунії 2020 року.
21 жовтня 2021 року Національна ліберальна партія попросила президента Клауса Йоганніса висунути Ніколає Чуке на посаду прем'єр-міністра після того, як парламент висловив вотум недовіри уряду прем'єр-міністра Флоріну Кицу, а Дачіан Чолош, уперше запропонований на посаду прем'єра, не зміг отримати вотум довіри парламенту. Клаус Йоганніс доручив йому сформувати уряд, однак Чуке відмовився, коли стало зрозуміло, що він не матиме достатньої підтримки парламенту. 22 листопада 2021 року президент Клаус Йоганніс запропонував йому сформувати уряд. 25 листопада 2021 року парламент Румунії підтримав коаліційний уряд на чолі з Чуке, до складу якого ввійшли Національна ліберальна партія, Соціал-демократична партія та Демократичний союз угорців Румунії. Відповідно до коаліційної угоди, яка передбачає зміну керівника уряду, очолюватиме уряд до 25 травня 2023 року.
У січні 2022 року журналістка Емілія Шеркан звинуватила його в плагіаті майже третини його докторської дисертації.
10 квітня 2022 року обраний президентом Національної ліберальної партії.